# Lone de Neergaard
Lone de Neergaard, født Carlsson (25. januar 1946 i København - 7. maj 2018) var en dansk overlæge og planchef i Sundhedsstyrelsen.
Hun var datter af direktør Torben Carlsson og var gift første gang med Wenzel de Neergaard; anden gang med overlæge Michael von Magnus. Hun blev cand.med. fra Københavns Universitet 1973 og modtog klinisk uddannelse på Royal North Shore Hospital og i almen praksis, Sydney, Australien 1973-77 og blev speciallæge i samfundsmedicin 1983. Siden 1980 havde hun været tilknyttet Sundhedsstyrelsen. 1986-88 var Neergaard chef for AIDS-Sekretariatet i Sundhedsstyrelsen. 1995-2005 var hun sundhedsfaglig direktør i Hovedstadens Sygehusfællesskab, men vendte derefter tilbage til styrelsen, hvor hun sammen med direktør Jesper Fisker og kontorchef Else Smith udgjorde ledelsen. Lone de Neergaard var – ligesom von Magnus – blevet vurderet som mere magtfuld inden for sundhedsvæsenet end den siddende sundhedsminister. Hun var medlem af VL-gruppe 3.

## Hæder
- Dansk kandidat til Europæiske Kvinders Pris 1989
- Maarum-Prisen 1988
- HK/Kommunals Kulturpris 1988
- Aalborg Diskontobanks Jubilæumsfonds Hæderspris 1988
- PH-prisen 1987